# Algirdas Monkevičius
Algirdas Monkevičius (ur. 29 marca 1956 w Retowie) – litewski pedagog, socjolog, działacz oświatowy, nauczyciel akademicki i polityk, minister edukacji i nauki w latach 2000–2004 i w 2008, w latach 2019–2020 minister edukacji, nauki i sportu.

## Życiorys
W 1979 ukończył studia na wydziale fizyki i matematyki Szawelskiego Instytutu Pedagogicznego ze specjalnością nauczyciela matematyki i fizyki. W latach 1988–1991 był słuchaczem studiów doktoranckich w centrum badań socjologicznych Akademii Nauk Społecznych w Moskwie. W 1991 uzyskał stopień kandydata nauk w zakresie socjologii (w 1994 nostryfikowany jako stopień doktora). W latach 1996–1999 odbył studia zaoczne w zakresie informatyki na wydziale fizyki i matematyki Uniwersytetu Szawelskiego, przekształconego z Instytutu Pedagogicznego w Szawlach.
Od 1979 pracował jako nauczyciel w szkole średniej w Nowych Okmianach. W latach 1983–1985 pełnił funkcję inspektora wydziału oświaty rejonu okmiańskiego. Od 1985 do 1988 zajmował stanowisko kierownika wydziału komitetu rejonowego Komunistycznej Partii Litwy w Nowych Okmianach. W 1991 objął stanowisko dyrektora szkoły średniej im. Simonasa Daukantasa w Popielanach i zajmował je do 1997. W latach 1997–2000 był kierownikiem wydziału oświaty administracji rejonu okmiańskiego oraz jednocześnie radnym tego rejonu. W latach 1995–2000 sprawował mandat radnego okręgu szawelskiego. Działacz organizacji oświatowych i społecznych, został wiceprezesem Klubu Rotary w Nowych Okmianach.
W latach 1998–2000 pracował na Uniwersytecie Szawelskim. W 1998 został pełnomocnikiem rektora ds. utworzenia wydziału nauk społecznych. Przez kolejne dwa lata pełnił funkcje prodziekana i dziekana tego wydziału oraz kierownika katedry zarządzania.
Od 2000 należał do Nowego Związku. W tym samym roku został wybrany do Sejmu. We współtworzonym wówczas przez Nowy Związek rządzie Rolandasa Paksasa objął stanowisko ministra edukacji i nauki. Tę samą funkcję pełnił w gabinecie Algirdasa Brazauskasa w latach 2001–2004. W 2004 ponownie uzyskał mandat deputowanego. W latach 2004–2006 był przewodniczącym komisji etyki i procedury, a od 2 lutego 2008 wiceprzewodniczącym frakcji Nowego Związku. 27 maja 2008 ponownie został mianowany na stanowisko ministra edukacji i nauki. W wyborach parlamentarnych w tym samym roku bez powodzenia ubiegał się o mandat poselski z ramienia Nowego Związku. 9 grudnia zakończył urzędowanie na stanowisku ministra.
W 2009 podjął pracę na Uniwersytecie Michała Römera w Wilnie jako docent w katedrze polityki społecznej. W 2012 ponownie kandydował bez powodzenia do Sejmu (z ramienia Partii Chrześcijańskiej). Od 2010 do 2015 był dziekanem jednego z wydziałów na Uniwersytecie Michała Römera, a w 2015 został wybrany na stanowisko rektora tej uczelni.
15 stycznia 2019 po raz trzeci został ministrem edukacji, nauki i sportu, dołączając do gabinetu Sauliusa Skvernelisa. Urząd ten sprawował do 11 grudnia 2020.